# Fenantrén
A fenantrén a policiklusos aromás szénhidrogének közé tartozó szerves vegyület, molekuláját három kondenzált benzolgyűrű alkotja. A fenantrén név a fenil és antracén nevek összevonásából származik. Tiszta formában megtalálható a cigarettafüstben. Irritáló, valamint a bőr fényérzékenységét növelő vegyület.[forrás?] A fenantrén fehér színű por, kék fluoreszcenciát mutat. A vegyület vázának számozása speciális, azok közé a vegyületek közé tartozik, amelyeknél a IUPAC megtartotta a hagyományos számozást.
A 4-es és 5-ös pozícióban nitrogént tartalmazó fenantrén vázas vegyület a fenantrolin.

## Kémiája
A fenantrén vízben csaknem oldhatatlan, de számos szerves oldószerben, például toluolban, szén-tetrakloridban, éterben, kloroformban, ecetsavban és benzolban oldódik.
A fenantrén klasszikus előállítási módja a Bardhan–Sengupta fenantrén szintézis (1932).
Az első lépés egy aromás elektrofil szubsztitúció, amely akkor válik lehetővé, miután a difoszfor-pentaoxid az alkoholt jobb távozó csoporttá alakítja. A kiindulási aromás gyűrűn kívül más alkén nem keletkezik. A reakció második lépésében a 9,10-dihidrofenantrént elemi szelénnel oxidálják. A hattagú gyűrűk szelénnel végzett aromatizációs folyamata még nem teljesen ismert, de azt igazolták, hogy ennek során H2Se keletkezik.
A fenantrén fotokémiai úton is előállítható egyes diarileténekből.
A fenantrén reakciói általában a 9-es és 10-es pozíciókban mennek végbe, ilyenek például:
- fenantrénkinont adó krómsavas oxidáció[4]
- hidrogéngázzal, Raney-nikkel katalizátor mellett végzett redukció, melynek terméke 9,10-dihidrofenantrénné[5]
- 9-brómfenantrént eredményező elektrofil halogénezés brómmal[6]
- 2- és 3-fenantrénszulfonsavvá történő szulfonálás kénsavval[7]
- ozonolízis, melynek révén difenilaldehid keletkezik[8]

### Kanonikus alakok
A fenantrén stabilabb, mint lineárisan kondenzált izomerje, az antracén. Ennek klasszikus és jól megalapozott magyarázata a Clar-szabályon alapul. Egy új elmélet a C4 és C5 hidrogén atomok között fellépő úgynevezett stabilizáló hidrogén-hidrogén kötések segítségével ad magyarázatot.

## Természetes előfordulás
A ravatit fenantrénből álló természetes ásvány. Kis mennyiségben megtalálható néhány szénégető helyen. A ravatit a kisszámú szerves ásványok közé tartozik.

## Fordítás
Ez a szócikk részben vagy egészben a Phenanthrene című angol Wikipédia-szócikk ezen változatának fordításán alapul.  Az eredeti cikk szerkesztőit annak laptörténete sorolja fel. Ez a jelzés csupán a megfogalmazás eredetét és a szerzői jogokat jelzi, nem szolgál a cikkben szereplő információk forrásmegjelöléseként.